# Wallinska kyrkogården

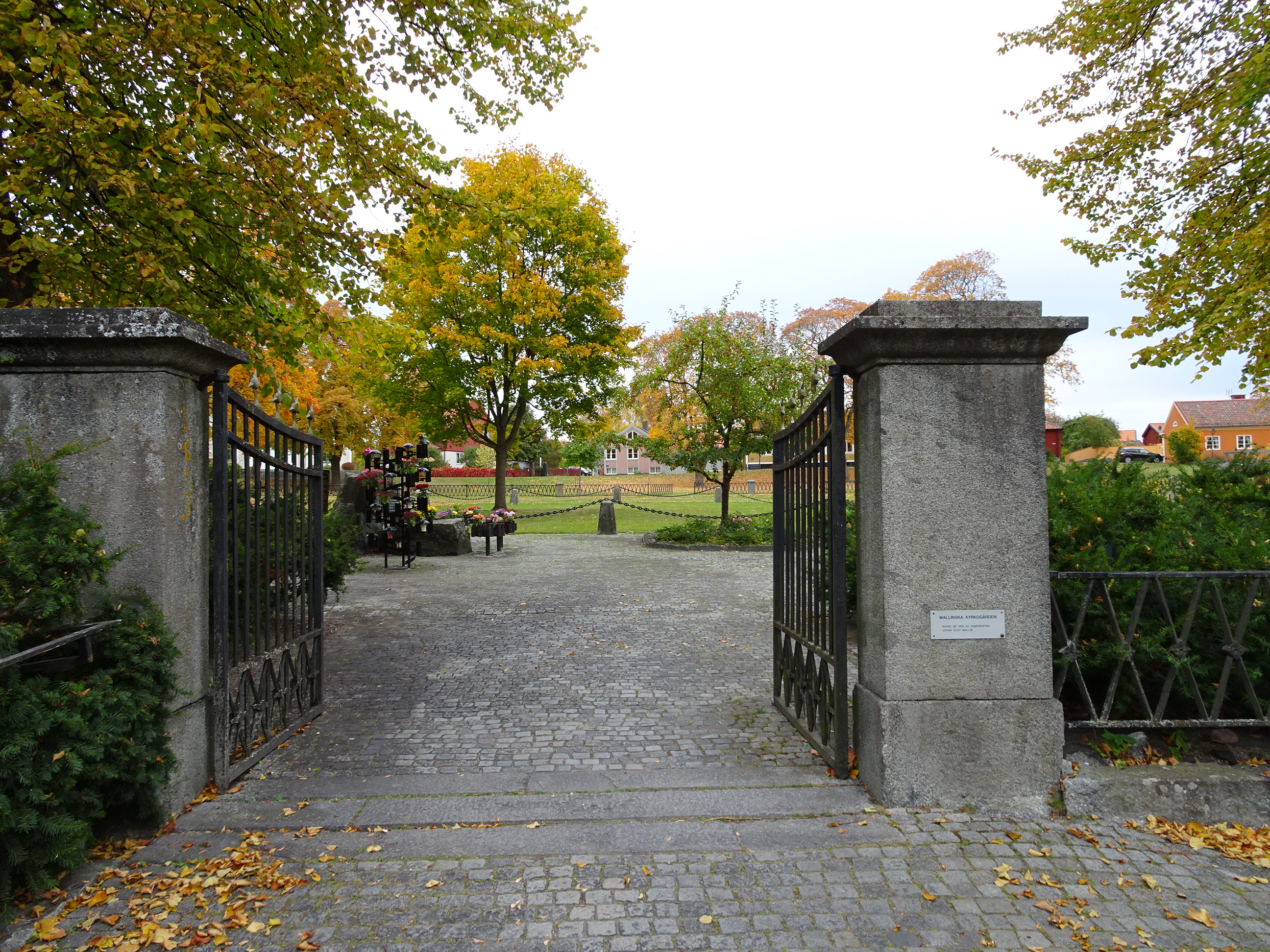
Entrén till Wallinska kyrkogården.

Wallinska kyrkogården är en begravningsplats i Västerås. Den ligger  intill Björlingska kyrkogården vid Kyrkbacken strax norr om Rudbeckianska gymnasiet.
Begravningsplatsen invigdes 1818 av domprosten Johan Olof Wallin och är Västerås äldsta begravningsplats som inte ligger i direkt anslutning till en kyrkobyggnad. 
Numera görs begravningar endast i den 1984 anlagda minneslunden.
På området finns en minnesplats, markerad av två bronsplattor, över de omkomna i  tsunamikatastrofen 2004 med koppling till Västmanland.